# Jan-Peter (Liedermacher)
Jan-Peter (bürgerlich Jan-Peter Kersting; * 1986) ist ein ehemals rechtsextremer Gitarrist, Bassist und Liedermacher aus Lippstadt, Nordrhein-Westfalen. 2013 verließ er die rechtsextreme Szene.

## Leben
Seine musikalischen Aktivitäten in der rechtsextremen Szene begann Jan-Peter bei den Metal-Bands Bloodrevenge und Kältetod. Erstere veröffentlichten 2002 das Album The Hammer Will Smash the Cross, das als Bonustracks drei Lieder von Bound for Intimidation, einem Projekt der US-amerikanischen Rechtsrock-Bands Bound for Glory und Intimidation One enthielt, sowie 2004 das Album Der Völkerfeind. Mit dem Projekt Veritas Invictus veröffentlichte Jan-Peter im Jahr 2005 erstmals ein von Akustikgitarren getragenes Album und gründete nach der Auflösung der Band Bloodrevenge im Jahr 2006 die Band Projekt Vril, die u. a. 2007 auf dem Thüringentag der nationalen Jugend auftrat.
Seit 2007 veröffentlichte Jan-Peter mehrere Solo-Alben und schloss sich für einige Jahre als Live-Gitarrist der Band Sleipnir um den Liedermacher Marco Laszcz an. Mit dieser trat er u. a. beim Fest der Völker 2008 und beim Rock für Deutschland 2009 auf. Zeitweise übernahm er den Bass in einer Coverband, die Lieder der Böhsen Onkelz in einem rechtsextremen Kontext spielte und dabei auch auf das Frühwerk der Band zurückgriff. Ab 2008 trat Jan-Peter insbesondere als Solo-Musiker europaweit bei Konzerten und Veranstaltungen der extremen Rechten auf, so u. a. in Polen, in Slowenien, in der Ukraine, in Russland, in Italien und in Griechenland.
Im Gegensatz zu den metal- und hardcore-lastigen Bandprojekten, an denen Jan-Peter beteiligt war, waren seine Solo-Alben geprägt von Akustikgitarren-Stücken und Rockballaden. Inhaltlich bediente er überwiegend gesellschafts- und globalisierungskritische Themen, in denen sich demokratiefeindliche, verschwörungstheoretische, antisemitische und teilweise misanthropische Anschauungen und Haltungen ausmachen lassen. Darüber hinaus finden sich insbesondere in seinen späteren Liedern Verherrlichungen des Nationalsozialismus. Neben seinen eigenen Liedern enthielten Jan-Peters Alben wiederholt Coversongs polnischer und russischer RAC-Bands. Auf seinem Album Echoes from the Past (2011), das ausschließlich Coversongs von Rechtsrock-Bands der 1990er Jahre enthielt, sang er u. a. Lieder auf Russisch, Ukrainisch, Polnisch und Italienisch. Er arbeitete weiterhin vermehrt mit ost-europäischen Rechtsrockern zusammen, so etwa mit Musikern der russischen Band Kolovrat, den Ukrainern der Band Nachtigall und Olaf Jasiński von Honor.
Jan-Peter beteiligte sich mit seinen Liedern an zahlreichen Compilations. Sein Song Schachmatt wurde seinem zweiten Album entnommen und erschien auf zwei der sogenannten Schulhof-CDs der NPD. 2011 veröffentlichte er sein Antikriegstagslied anlässlich des siebten sogenannten nationalen Antikriegstags des 2012 verbotenen Nationalen Widerstands Dortmund (NWDO), der jährlich ebendort stattfand und bei dem er im selben Jahr auftrat. Für den NWDO nahm er zur Zeit des Verbotsverfahrens das Lied Dortmund hält stand auf, das offiziell auf seinem letzten Mini-Album veröffentlicht wurde. Im Juni 2016 wurde sein 2011 erschienenes Album Endstation von der Bundesprüfstelle für jugendgefährdende Medien (BPjM) indiziert.
2013 kehrte Jan-Peter der rechtsextremen Weltanschauung den Rücken und verließ die Neo-Nazi-Szene. Einige seiner Compilation-Beiträge wurden erst nach seinem Ausstieg veröffentlicht.

## Diskografie

### Soloalben
- 2007: Menschlichkeit entartet – Gerechtigkeit bankrott (CD, Boundless Records)
- 2008: Lethargie absolut (CD, PC Records)
- 2010: Jan-Peter & Kuba – The German Polish Invasion (7″, Nadsat Productions)
- 2011: Jan-Peter &  Русский Стяг / Russkij Stjag  –  Brotherhood in Arms (CD, Strong Survive Records)
- 2011: Endstation (CD, PC Records, indiziert[4])
- 2011: Echoes from the Past (CD, Strong Survive Records)
- 2013: Hermannsseele, Siegfriedgeist (Mini-CD, PC Records)

### Mit Bloodrevenge
- 2002: The Hammer Will Smash the Cross (Lu-Wi Tonträger)
- 2004: Der Völkerfeind (Boundless Records)

### Mit Veritas Invictus
- 2005: Schwertzeit (Wewelsburg Records)

### Mit Projekt Vril
- 2007: Fragmente einer Verschwörung (MCD, PC Records)
- 2010: 1984 (PC Records)

### Mit Youth of Tomorrow
- 2011: Kinder der Revolution (CD, OPOS Records)

### Mit Kharsak Kurra
- 2012: Feuer unter Ruinen / Огни среди руин (Split-CD mit Волчий Крест / Volchij Krest, Gesang und Gitarre)

### Mit Libertin
- 2013: Libertin – Wenn Worte … (CD, Gjallarhorn Klangschmiede)

### Gastbeiträge
- 2003: Words of Anger – Rudolf Hess (auf dem Album Kranke Welt, Gesang)
- 2010: Invasion – House of Treason (auf dem Album The Invasion, Gesang)
- 2010: Olaf Jasiński – Du bist frei und Kein Zurück (auf dem Album Trzymaj się bracie / Stay Strong Brother, Gesang)
- 2011: OWK –  Kalt [Niemiecka wersja Opór we krwi] (auf dem Album Antysocial, Gesang)
- 2011: Antikriegstagslied (anlässlich des siebten sogenannten nationalen Antikriegstags in Dortmund)
- 2012: FreiCore – Wir sterben jung (auf dem Freikorps-Cover-Album Flaschen und Fäuste, Gesang)
- 2013: Nachtigall – Святослав (auf dem Album Знову в бій, Gesang)

### Compilations und Live-Aufnahmen
- 2009: Solidarität! – Liederabend in Brandenburg, zusammen mit Fylgien und Sten (Frontalkraft)
- 2010: Freedom for the Nationalists (mit dem Lied Haltet stand)
- 2011: Jan-Peter & Russkij Stjag / Русский Стяг –  Live in Rybinsk / Концерт в Поволжье Август 2010 (CD-R)
- 2012: Kiev Four (mit den Coversongs Stand Tall, Solitary Man und Haltet Kurs)
- 2012: Gefangen – Gefoltert – Gemordet (mit dem Lied Das verbotene Dorf)
- 2012: Solidarität IV (mit dem Lied Invictus)
- 2013: Hochwasser-Solidaritäts-Sampler (solo: Irgendwann; Projekt Vril: Schablonenkrieg)
- 2013: Katyń 1940 - Let the Graves Sing (zusammen mit Olaf Jasiński mit dem Lied Katyń)
- 2014: Solidarität V (mit dem Lied Ihr ändert nichts)
- 2014: Tag der deutschen Zukunft (mit dem Lied Zukunft verhinderbar)
- 2014: Tattooed Backpipers (zusammen mit Stigger, Griffin, Sokyra Peruna  und Antisystem)
- 2014: On the Streets Vol. II (mit dem Honor-Coversong Volk für Volk / Narod dla Narodu)